# Finchdean
Finchdean – wieś w Anglii, w hrabstwie Hampshire, w dystrykcie East Hampshire. Leży 35 km na południowy wschód od miasta Winchester i 88 km na południowy zachód od Londynu.